# Anne V. Coates
Anne Voase Coates, född 12 december 1925 i Reigate i Surrey, död 8 maj 2018 i Woodland Hills utanför Los Angeles, var en brittisk filmklippare. Hon var kanske främst känd för filmen Lawrence av Arabien (1962), som hon tilldelades en Oscar för bästa klippning för. Andra kända filmer hon har klippt är bland annat Mordet på Orientexpressen (1974) , Elefantmannen (1980) och Fifty Shades of Grey (2015).

## Biografi
Anne V. Coates föddes i Reigate, Surrey, i England. Hon är barn till majoren Laurence Calvert och Kathleen Voase Coates (f. Rank). Hon har tre bröder. Som barn ville Coates bli tränare för tävlingshästar. Hon flyttade från England 1986. 
Hon var gift med regissören Douglas Hickox från 1958 fram till hans död 1988. Tillsammans fick de tre barn, Anthony Hickox, James D.R. Hickox (båda har varit regissörer) och Emma E. Hickox (är filmklippare liksom sin mor). Coates bodde till sin död i Beverly Hills i Kalifornien, USA.
Den första filmen hon medverkade i som filmklippare var The Red Shoes. Första gången hon var huvudfilmklippare för var Pickwickklubben (1952).
På 2016 års Oscarsgala, den 28 februari 2017, tilldelades Anne Coates en så kallad Hedersoscar. Hedersoscars delas inte nödvändigtvis ut varje år, utan delas ut för en persons livsverk och särskilt betydande bidrag till filmindustrin och dess konstverk. 

## Filmografi i urval
- 1952 – Pickwickklubben
- 1958 – Uppåt väggarna
- 1960 – En gång hjälte
- 1962 – Lawrence av Arabien
- 1964 – Becket
- 1965 – Dessa fantastiska män i sina flygande maskiner
- 1974 – Mordet på Orientexpressen
- 1976 – Örnen har landat
- 1976 – Helvetet i skyn
- 1978 – Arvet
- 1980 – Elefantmannen
- 1982 – Ragtime
- 1983 – The Pirates of Penzance
- 1984 – Greystoke: Legenden om Tarzan, apornas konung
- 1986 – Hårda bud
- 1986 – Lady Jane
- 1987 – He-Man – universums härskare
- 1989 – Huvudjägarnas konung
- 1990 – Jag älskar dig till döds
- 1991 – Hur mår Bob?
- 1992 – Chaplin
- 1993 – I skottlinjen
- 1995 – Congo
- 1996 – Striptease
- 1997 – Out to Sea
- 1998 – Out of Sight
- 2000 – Erin Brockovich
- 2000 – Passion of Mind
- 2001 – Ljuva november
- 2002 – Unfaithful
- 2004 – Taking Lives
- 2006 – Catch and Release
- 2007 – Guldkompassen
- 2010 – Extraordinary Measures
- 2015 – Fifty Shades of Grey

## Citat
| ”                 | In a way, I've never looked at myself as a woman in the business. I've just looked at myself as an editor. I mean, I'm sure I've been turned down because I'm a woman, but then other times I've been used because they wanted a woman editor." | „ |
| – Anne V. Coates, | |   |